# Статуя Ленина в Сиэтле
Ста́туя Ле́нина в Сиэ́тле представляет собой пятиметровое бронзовое изваяние Владимира Ленина, основателя СССР и лидера Коммунистической партии. Статуя располагается в районе Фримонт города Сиэтл. Статуя была создана словацким скульптором болгарского происхождения Эмилем Венковым и первоначально выставлена в городе Попрад в Чехословацкой Социалистической Республике в 1988 году, за год до Бархатной революции. После распада СССР волна деленинизации привела к сносу многих памятников на постсоветском пространстве. В 1993 году статую купил американец, который нашёл её на свалке. Он привёз её к себе домой в штат Вашингтон, но умер, не успев осуществить свои планы по её официальному экспонированию.
С 1995 года статуя находится в доверительном управлении Торговой палаты Фримонта в ожидании покупателя, стоя на временном постаменте на видном углу улицы во Фримонте. Она стала местной достопримечательностью, которую часто либо украшают, либо подвергают вандализму. Статуя вызвала многочисленные политические споры и сравнения с демонтажем памятников и мемориалов Конфедерации. Большая часть споров игнорирует то, что статуя находится в частной собственности и установлена на частной территории, и что общественность и правительство практически не имеют права голоса в этом вопросе.

## Заказ и сооружение
Статуя была создана словацким скульптором болгарского происхождения Эмилем Венковым (1937—2017) по заказу Коммунистической партии Чехословакии от 1981 года. Следуя условиям своего заказа, Венков хотел изобразить Ленина как провозвестника революции, в отличие от традиционного изображения Ленина как философа и просветителя.
Статуя работы Венкова была завершена и установлена в 1988 году за 334 000 чешских крон в Попраде, Чехословацкая Социалистическая Республика (ныне Словакия), на площади Ленина перед зданием городской больницы, незадолго до Бархатной революции 1989 года.

## Продажа и переезд в Сиэтл
Льюис Карпентер, проживавший в Попраде учитель английского языка родом из Иссакуа, штат Вашингтон, нашёл на свалке полую статую Ленина, внутри которой жил бездомный. Статуя находилась на свалке в ожидании утилизации. Карпентер познакомился и подружился с Венковым во время предыдущего визита в Чехословакию. Первоначально Карпентер заинтересовался покупкой статуи ради сохранения её исторических и художественных достоинств. Позже он намеревался использовать её для привлечения клиентов в этнический словацкий ресторан, который он хотел открыть в Иссакуа.
В тесном сотрудничестве с местным журналистом и хорошим другом Томашем Фюлёппом, Карпентер обратился к городским властям Попрада, заявив, что, несмотря на свою нынешнюю непопулярность, статуя по-прежнему является произведением искусства, которое стоит сохранить, и предложил купить её за 13 000 долларов США. После ряда бюрократических препятствий Карпентер подписал 16 марта 1993 года договор с мэром Попрада. Однако затем у мэра возникли сомнения, и он попросил городской совет проголосовать по вопросу продажи. Сначала проголосовав за одобрение, совет Попрада передумал и обратился за благословением в Министерство культуры Словакии, которое было дано спустя четыре месяца.
После окончательного одобрения покупки и разрешения на вывоз статуи из страны, Карпентер проконсультировался с Венковым и архитектором, который наблюдал за первоначальной отливкой бронзы, прежде чем принять решение разрезать статую на три части и отправить её на расстояние 2400 км в Роттердам, а затем в Соединённые Штаты, что в конечном итоге обошлось в 40 000 долларов США. Карпентер профинансировал большую часть этой работы, заложив свой дом. Статуя прибыла в Иссакуа в августе 1993 года, и Карпентер планировал установить её перед словацким рестораном. Он погиб в автомобильной катастрофе в феврале 1994 года, во время общественных дебатов о том, стоит ли устанавливать статую в Иссакуа, которые закончились отказом жителей пригорода. После смерти Карпентера его семья планировала продать статую литейному заводу во Фримонте, чтобы её переплавили и переделали в новую фигуру. Основатель литейного завода, Питер Бевис, вместо этого решил выставить статую во Фримонте и согласился на передачу статуи в доверительное управление Торговой палате Фримонта на 5 лет или до тех пор, пока не будет найден покупатель. Статуя была торжественно открыта 3 июня 1995 года на пересечении Северной Эванстон-авеню и Северной 34-й улицы на частной территории, в одном квартале к югу от Фримонтской ракеты, ещё одной художественной достопримечательности Фримонта.
В 1996 году владельцы перенесли статую на два квартала севернее, на пересечение трёх улиц — Северной Фримонт-плейс, Северной 36-й улицы и Северной Эванстон-авеню, на участок с коммерческими торговыми площадями, занимаемыми в то время рестораном Taco del Mar и лавкой джелато. Новое место находится в трёх кварталах к западу от Фримонтского тролля, художественной инсталляции под мостом Аврора.
Семья Карпентеров продолжает искать покупателя на статую. На 2015 год запрашиваемая цена составляла 250 000 долларов США, по сравнению с ценой в 150 000 долларов США в 1996 году.

## Достопримечательность Фримонта
Статуя Ленина стала достопримечательностью Фримонта и объектом любопытства, олицетворяя причудливый характер этого артистического района, девизом которого является Libertas Quirkas — свобода быть необычным. Как и Фримонтский тролль и скульптура «Waiting for the Interurban», статуя Ленина часто украшалась или подвергалась вандализму с различными намерениями, как причудливыми, так и серьёзными.
Кнут Бергер, журналист из Сиэтла, признавая, что «нас должна забавлять» «хипповская причуда» советского символа в центре американского города, тем не менее, отметил, что вид статуи не может не напоминать об убийствах и репрессиях, которые вдохновил Ленин. Но затем Бергер высказал мысль, что, возможно, значение этой советской реликвии противоположное, что это «трофей Западного триумфализма», символизирующий победу над коммунизмом и падение Берлинской стены. Убрав статую из её первоначального контекста, где она должна была держать словацкий народ в трепете, её поместили в новый контекст, где она никого не угнетает и используется исключительно в интересах свободного предпринимательства и извлечения прибыли. Далее Бергер сравнил статую Ленина с тотемными столбами коренных американцев, которых в городе было выставлено так много, что они стали «символом Сиэтла». Некоторые из самых знаковых «тотемных столбов» Сиэтла (на самом деле резные столбы домов аляскинских тлинкитов) были демонстративно украдены из деревни на Аляске уважаемыми представителями научного и делового сообщества, экспедицией Гарримана по Аляске, которые были настолько погружены в торжество своей собственной культуры над культурой коренных американцев, что мало задумывались о том, что доктор Робин К. Райт из музея Бёрка назвала «очень явным случаем кражи». Бергер считает, что история победы одной культуры над другой, рассказанная тотемным столбом или статуей Ленина, делает её «иконой, но, если вы знаете историю, сложной».
С 2004 года в праздничный сезон к статуе добавляются светящаяся красная звезда в советском стиле или рождественские огни. Для парада солнцестояния 2004 года статую сделали похожей на Джона Леннона. Во время Недели гей-прайда статуя наряжается в дрэг. На Хэллоуин 2022 года на статую надели светящуюся маску в виде фонаря из тыквы.
Телепрограмма Би-би-си обратила внимание на статую Ленина в Сиэтле после того, как были демонтированы статуи Ленина в ряде городов Украины.
Руки статуи часто красят и перекрашивают в красный цвет в знак протеста против статуи, которую критики воспринимают как прославление исторического злодея, у которого на руках кровь. Ресторан Taco del Mar, один из арендаторов торговой недвижимости на перекрёстке, изготовил для статуи монументальное буррито, завёрнутое в фольгу, которое, по словам одного из издателей Фримонта, получилось не таким, как задумывалось, а скорее было «похоже на косяк».
В июне 2017 года в возрасте 79 лет скончался скульптор статуи Эмиль Венков. Ассоциация словацких художников отметила, что его «долгая карьера помогла определить словацкую монументальную и архитектурную скульптуру, создавая произведения, отличающиеся своим подтекстом».
Альтернативно-правые СМИ приводили пример статуи Ленина во Фримонте в знак протеста против демонтажа памятников и мемориалов конфедератам в США. 16 августа 2017 года, после марша Unite the Right в Шарлотсвилле, штат Вирджиния, сторонник Трампа, сторонник теорий заговора Джек Пособик возглавил собрание нескольких протестующих у статуи, чтобы потребовать её сноса. В тот же день мэр Сиэтла Эд Мюррей заявил, что его офис связался с кладбищем Лейк-Вью, чтобы «выразить нашу озабоченность» по поводу находящегося там мемориала ветеранов Конфедерации и попросить убрать его. 17 августа Мюррей добавил, что, по его мнению, статуя Ленина также должна быть убрана, поскольку мы не должны «боготворить деятелей, совершавших жестокие злодеяния и стремившихся разделить нас», при этом он знал, что статуя Ленина также находится в частной собственности. В последующие дни сотрудник городской администрации неофициально сообщил The Washington Post, что городской совет Сиэтла рассматривает возможность обсуждения символической резолюции о демонтаже статуи Ленина и мемориала Конфедерации, хотя городские власти не имеют права демонтировать ни один из них против желания владельцев, поскольку ни памятники, ни участки, на которых они находятся, не принадлежат городу. В статье USA Today, посвящённой памятникам конфедератам, Аллен Гельцо заявил, что должно существовать движение протестующих, требующих убрать статую, поскольку «убийственные идеи и поступки Ленина превосходят все грехи» генерала Роберта Эдварда Ли.
В начале 2019 года группа представителей республиканцев внесла в легислатуру штата законопроект, призывающий убрать статую и заменить её, в ответ на законопроект, в котором переосмыслялось наличие статуи Маркуса Уитмена в Капитолии штата Вашингтон. Одна из крупных землевладельцев Фримонта, предпринимательница Сьюзи Бёрк, заявила на радио KUOW, что если бы кто-то из авторов законопроекта действительно жил в районе Сиэтла, она бы пригласила их приехать во Фримонт для обсуждения, и напомнила бы им, что правительство не имеет права удалять частные произведения искусства, находящиеся в частной собственности. Один из авторов законопроекта заявил, что он никогда не будет нарушать права частной собственности, и что законопроект был задуман как шутливая реакция на противодействие Сената штата статуе Уитмена.